# Relativity Media
Relativity Media, LLC är ett amerikanskt oberoende medieföretag grundat år 2004 av Lynwood Spinks och Ryan Kavanaugh. Företaget har varit involverat i utveckling, finansiering, produktion och marknadsföring av filmer, samt ibland även TV-innehåll. Relativity Media har varit känt för att kombinera kreativt innehåll med datadrivna beslut kring vilka filmer som ska produceras och distribueras. De har producerat och distribuerat flera kända filmer, men har också haft ekonomiska problem och har genomgått konkurser och omstruktureringar genom åren. Studion är numera, efter den senaste konkursen i maj 2018, ett helägt dotterbolag till UltraV Holdings.

## Filmografi (i urval)

### 2000-talet
- 2006 – Familj på väg
- 2006 – The Fast and the Furious: Tokyo Drift
- 2006 – Monster House
- 2006 – Talladega Nights: The Ballad of Ricky Bobby
- 2006 – Värstingarna
- 2006 – Alla kungens män
- 2006 – The Holiday
- 2006 – Jakten på lycka
- 2007 – Catch and Release
- 2007 – Ghost Rider
- 2007 – Full of It
- 2007 – Vänner för livet
- 2007 – Mr. Brooks
- 2007 – Evan den allsmäktige
- 2007 – Härmed förklarar jag er Chuck och Larry
- 2007 – 3:10 to Yuma
- 2007 – The Kingdom
- 2007 – American Gangster
- 2007 – Försoning
- 2007 – Charlie Wilson's War
- 2007 – Walk Hard: The Dewey Cox Story
- 2008 – Vantage Point
- 2008 – Den andra systern Boleyn
- 2008 – 21
- 2008 – Baby Mama
- 2008 – Brudens bäste man
- 2008 – Jiddra inte med Zohan
- 2008 – Wanted
- 2008 – Hancock
- 2008 – Hellboy II: The Golden Army
- 2008 – Mamma Mia!
- 2008 – Step Brothers
- 2008 – Mumien: Drakkejsarens grav
- 2008 – Pineapple Express
- 2008 – Death Race
- 2008 – The House Bunny
- 2008 – Burn After Reading
- 2008 – The Express
- 2008 – Changeling
- 2008 – Role Models
- 2008 – Frost/Nixon
- 2008 – Seven Pounds
- 2008 – Sagan om Despereaux
- 2009 – The Unborn
- 2009 – Snuten i varuhuset
- 2009 – The International
- 2009 – Duplicity
- 2009 – Fast & Furious
- 2009 – State of Play
- 2009 – Fighting
- 2009 – Land of the Lost
- 2009 – Linje 1 2 3 kapad
- 2009 – Public Enemies
- 2009 – The Ugly Truth
- 2009 – Funny People
- 2009 – A Perfect Getaway
- 2009 – 9
- 2009 – Love Happens
- 2009 – A Serious Man
- 2009 – Zombieland
- 2009 – Trubbel i paradiset
- 2009 – Cirque du Freak: The Vampire's Assistant
- 2009 – Wild Child
- 2009 – Brothers
- 2009 – Har du hört ryktet om Morgans?
- 2009 – Nine
- 2009 – It's Complicated

### 2010-talet
- 2010 – The Spy Next Door
- 2010 – Dear John
- 2010 – The Wolfman
- 2010 – Green Zone
- 2010 – The Bounty Hunter
- 2010 – Repo Men
- 2010 – Robin Hood
- 2010 – MacGruber
- 2010 – Get Him to the Greek
- 2010 – Grown Ups
- 2010 – Salt
- 2010 – Charlie St. Cloud
- 2010 – Scott Pilgrim vs. the World
- 2010 – Nanny McPhee och den magiska skrällen
- 2010 – Catfish
- 2010 – Social Network
- 2010 – My Soul to Take
- 2010 – Skyline
- 2010 – The Warrior's Way
- 2010 – The Fighter
- 2010 – Little Fockers
- 2011 – Season of the Witch
- 2011 – Sanctum
- 2011 – Take Me Home Tonight
- 2011 – Battle: Los Angeles
- 2011 – Limitless
- 2011 – Paul
- 2011 – Hopp
- 2011 – Bridesmaids
- 2011 – Judy Moody and the Not Bummer Summer
- 2011 – Cowboys & Aliens
- 2011 – The Change-Up
- 2011 – Shark Night
- 2011 – Machine Gun Preacher
- 2011 – Anonym
- 2011 – Johnny English Reborn
- 2011 – Tower Heist
- 2011 – Immortals
- 2012 – Contraband
- 2012 – Haywire
- 2012 – Safe House
- 2012 – Act of Valor
- 2012 – Wanderlust
- 2012 – 21 Jump Street
- 2012 – Spegel, spegel
- 2012 – American Reunion
- 2012 – The Five-Year Engagement
- 2012 – The Raven
- 2012 – That's My Boy
- 2012 – Savages
- 2012 – Total Recall
- 2012 – The Bourne Legacy
- 2012 – House at the End of the Street
- 2012 – Les Misérables
- 2013 – Movie 43
- 2013 – Identity Thief
- 2013 – Safe Haven
- 2013 – 21 & Over
- 2013 – Oblivion
- 2013 – Fast & Furious 6
- 2013 – The World's End
- 2013 – Paranoia
- 2013 – Farväl till maffian
- 2013 – Don Jon
- 2013 – Romeo & Juliet
- 2013 – Free Birds
- 2013 – Out of the Furnace
- 2013 – 47 Ronin
- 2014 – Ride Along
- 2014 – 3 Days to Kill
- 2014 – Oculus
- 2014 – Brick Mansions
- 2014 – Earth to Echo
- 2014 – The November Man
- 2014 – Hector and the Search for Happiness
- 2014 – The Best of Me
- 2014 – Beyond the Lights
- 2015 – The Woman in Black 2: Angel of Death
- 2015 – The Lazarus Effect
- 2015 – Desert Dancer
- 2015 – Big Game
- 2016 – Jane Got a Gun
- 2016 – Before I Wake
- 2016 – Fallen
- 2016 – Masterminds
- 2017 – Kidnap
- 2018 – Hunter Killer

### 2020-talet
- 2020 – Come Away
- 2021 – Dr. Bird's Advice for Sad Poets
- 2021 – Violet
- 2022 – The Independent
- 2023 – Hypnotic
- 2023 – Freelance
- 2023 – Memory